# El árbol de la vida, Friso Stoclet

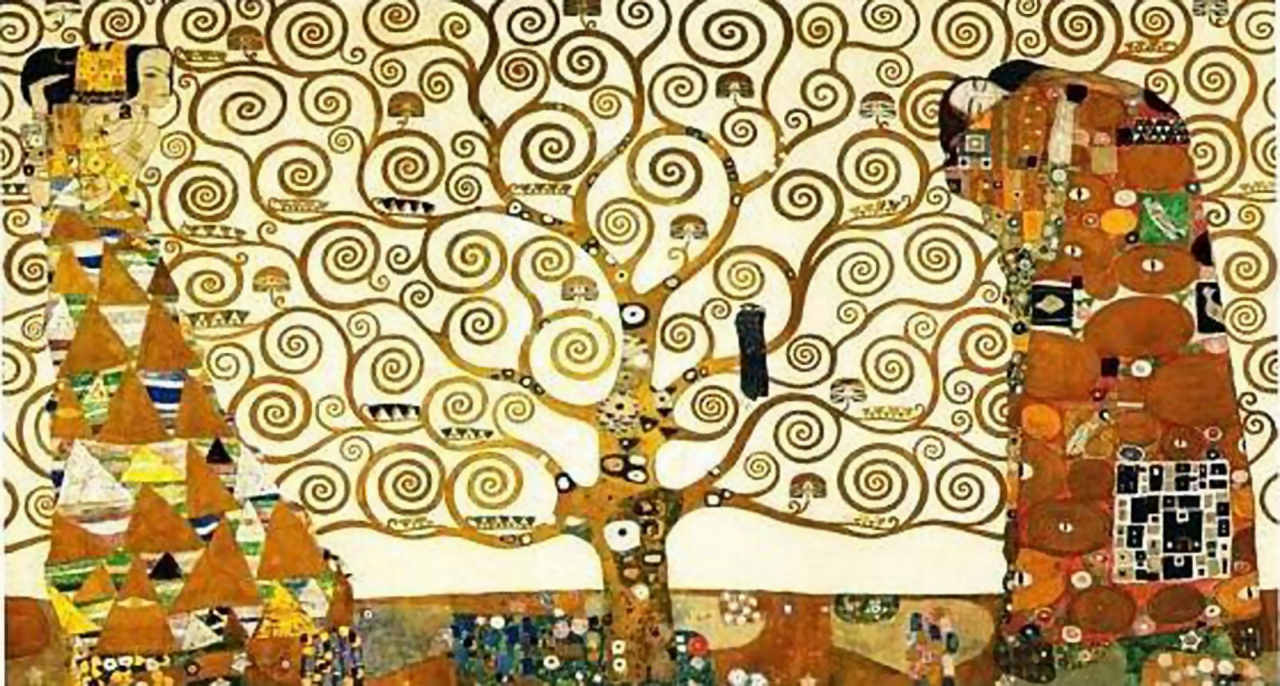
Árbol de la vida de Gustav Klimt. 1909.

El Árbol de la Vida, Friso Stoclet es una pintura al óleo sobre tela del pintor simbolista austriaco Gustav Klimt. Fue terminado en 1909 y está basado en el estilo Art nouveau (Modernismo) en un género de pintura simbólica. Tiene unas dimensiones de 200 por 102 centímetros. Se conserva en el Museo de Artes Aplicadas de Viena (Austria).
La pintura es un estudio para una serie de tres mosaicos creados por Klimt para una obra encargada entre 1905 y 1911 en el Palacio Stoclet de Bruselas (Bélgica). Los mosaicos fueron creados durante el periodo de obras tardías del artista y representan Árboles de la vida con ramas en forma de espirales o remolinos, una figura femenina de pie y una pareja abrazándose. Las volutas doradas llevan halcones y ojos de Horus, con flores y hojas inspiradas en el Antiguo Egipto y Bizancio. Los mosaicos se extienden por tres paredes del comedor del Palacio, junto con dos secciones figurativas situadas una frente a otra.
La icónica pintura inspiró posteriormente la fachada exterior de la "Nueva Residencia de Estudiantes" (también llamada "Casa de los Árboles"), una colorida residencia de estudiantes de 21 plantas del Massachusetts College of Art and Design de Boston, Massachusetts.